# Adrianne Pieczonka
Adrianne Pieczonka (2 de març de 1963) és una soprano dramàtica canadenca.

## Síntesi biogràfica
Ha actuat a les principals places de l'òpera d'Europa, Amèrica del Nord i Àsia, sota la direcció de directors com Riccardo Muti, Zubin Mehta, Neville Marriner, Claudio Abbado, Richard Bradshaw, Lorin Maazel, Nikolaus Harnoncourt, Anthony Pappano i Georg Solti.
Adrianne Pieczonka es va llicenciar a l'escola d'òpera de Toronto i tot seguit començava la seva carrera professional amb la companyia d'òpera canadenca amb Lady Macbeth de Msensk de Xostakóvitx el 1988. El 1989 es trasllada a Viena per entrar a la Volksoper i començar la seva carrera europea. El 1991 va entrar a la Viena Staatsoper on va continuar gaudint d'un gran èxit. El 1995, va debutar al Festival de Glyndebourne com Donna Elvira al Don Giovanni de Mozart, rebent una invitació de retornar l'any següent per cantar el paper d'Arabella de Strauss. A partir d'aquest moment comença a debutar als grans teatres d'òpera, incloent-hi el Metropolitan Opera el 2004.
El primer paper wagnerià fou el de Freia a Das Rheingold a l'Òpera Estatal de Viena el 1993. El següent va ser el d'Eva a Die Meistersinger von Nürnberg el 1994, al mateix escenari. El 1999 interpreta Elsa a Lohengrin a l'Òpera Estatal bavaresa. També ha interpretat Sieglinde a Die Walküre el 2004 i Elisabeth a Tannhäuser a La Scala el 2005.
El gener del 2007 va actuar amb gran èxit al Liceu interpretant Elisabetta a Don Carlos.

## Vida i carrera
Pieczonka va néixer a Poughkeepsie, Nova York, i va créixer a Burlington, Ontario. Es va graduar a la Universitat de Western Ontario el 1985, i a l'Opera School de la Universitat de Toronto el 1988. Va fer el seu debut professional a l'escenari amb la "Canadian Opera Company" el 1988 cantant Ledi Màkbet Mtsènskogo Uiezda de Xostakóvitx. Es va traslladar a Europa el 1988 i ràpidament va guanyar el primer premi al Concurs Internacional de "Vocal's-Hertogenbosch" als Països Baixos, així com el Primer Premi al Concurs Internacional de Cant de La Plaine-sur-Mer, França, també el 1988.
Es va convertir en membre de la "Vienna Volksoper" el 1989, on els seus papers incloïen la comtessa Almaviva (Les noces de Fígaro), Donna Elvira (Don Giovanni), Laura (Der Bettelstudent) i Tatyana (Eugene Onegin). El 1991 es va convertir en membre de l'Òpera Estatal de Viena on els seus papers incloïen Desdèmona (Otello), Antònia (Les Contes d'Hoffmann), Micaëla (Carmen), Die Tochter (Cardillac), Agathe (Der Freischütz), Comtessa Almaviva, Donna Elvira. i Donna Anna (Don Giovanni), Ellen Orford (Peter Grimes), Eva (Die Meistersinger von Nürnberg), paper protagonista a Arabella, Ariadne a Ariadne auf Naxos i The Marschallin (Der Rosenkavalier).
Es va traslladar a Londres, Anglaterra el 1995, i va fer el seu debut britànic a Glyndebourne com Donna Elvira a Don Giovanni, tornant-hi per Arabella el 1996. Va fer el seu debut a la Royal Opera House com a Donna Anna el 2002. Pieczonka es va traslladar a Toronto, Canadà el 2005 i va actuar regularment amb la "Canadian Opera Company". Els seus papers durant molts anys han inclòs Mimi (La bohème), Sieglinde (Die Walküre), Elisabetta (Don Carlo), Leonore (Fidelio), el paper principal a Tosca i Amelia (Un ballo in maschera). Va ser guardonada amb un premi Dora per la seva destacada interpretació de Sieglinde a la producció de 2004 de Die Walküre.
Va debutar al Metropolitan Opera el 2004 com a Lisa a Píkovaia dama de Txaikovski. Al MET també ha interpretat Sieglinde (Die Walküre), Amelia (Simon Boccanegra), Chrysothemis (Elektra), Leonore (Fidelio) i Madame Lidoine (Dialogues des Carmélites (Poulenc)).
Pieczonka ha actuat amb les principals companyies d'òpera del món durant més de tres dècades. Alguns d'ells inclouen l'Òpera Estatal de Baviera, l'Òpera Alemana de Berlín, l'Òpera Estatal de Berlín, l'Òpera Estatal d'Hamburg, l'Òpera de Zuric, el Teatre Real, el Liceu, el Teatre Arriaga, l'Òpera de París, el Gran Teatre de Genève, l'Òpera de Los Angeles, el Teatre Colón, l'Òpera de San Francisco, Houston Grand Opera, juntament amb molts altres. Va fer el seu debut al Festival de Salzburg l'any 2001 cantant una versió de concert de Lohengrin i des de llavors ha cantat Elisabetta, The Marschallin i Leonore en aquest prestigiós festival. Va fer el seu debut al Festival de Bayreuth el 2006, cantant Sieglinde a Die Walküre i va ser aclamada per Die Zeit com "The Sieglinde of our time". Va tornar a Bayreuth per cantar Senta a The Flying Dutchman el 2012.
Pieczonka ha treballat amb els millors directors del món en concerts i òpera com Sir Georg Solti, Christian Thielemann, Claudio Abbado, Riccardo Muti, Zubin Mehta, Lorin Maazel, Pierre Boulez, James Levine, Semyon Bychkov, Kent Nagano, Sir Colin Davis, Daniel Barenboim, Donald Runnicles, Philippe Jordan, Yannick Nézet-Séguin i Richard Bradshaw, entre molts altres.
A l'escenari de concerts i com a recitalista, Pieczonka ha actuat al Massey Hall i Roy Thomson Hall de Toronto, el Festival d'Edimburg, The Proms, Salle Pleyel de París, Musikverein i Konzerthaus de Viena, Tokyo Bunka Kaikan, The Orpheum de Vancouver, Schubertiade de Schwarzenberg, Àustria, Carnegie Hall i Avery Fisher Hall, Nova York, entre molts altres.
El 2019 va ser nomenada per la primera càtedra vocal a la "Glenn Gould School", on imparteix classes magistrals regulars i supervisa el departament vocal i les seves produccions d'òpera.

## Premis i guardons
L'àlbum de 2006 de Pieczonka, Adrianne Pieczonka Sings Wagner and Strauss, amb el segell "Orfeo", va ser nominat com a Àlbum clàssic de l'any - Interpretació vocal o coral als Premis Juno de 2007. El seu següent CD Adrianne Pieczonka canta Puccini va guanyar la categoria als Premis Juno de 2010.
Al març de 2007, Pieczonka va ser investida com a Kammersängerin austríaca. Ella, juntament amb el tenor Michael Schade, són els dos primers cantants canadencs que han tingut aquest honor. El 2008, va ser nomenada Oficial de l'Orde del Canadà. El 2012, va rebre la medalla del jubileu de diamant de la reina Isabel II.
El 2014 va rebre el premi "Paul de Hueck and Norman Walford Career Achievement Award"" de la "Ontario Arts Foundation". Ha rebut doctorats honoris causa de la "McMaster University", Hamilton, i de la seva alma mater, "University of Western Ontario". Va rebre un premi Ruby d'Opera Canada el 2015. És membre honorari de la "Royal Society of Canada", així com membre honorari del "Royal Conservatory of Music de Toronto".

## Vida personal
Resideix a Toronto amb la seva parella, la mezzosoprano Laura Tucker, la seva filla Grace i els seus dos gats Sadie i Shadow.

## Discografia
- Adrianne Pieczonka canta Wagner & Strauss. Ulf Schirmer, Orquestra de la Ràdio de Múnic (2006, Orfeo)
- Adrianne Pieczonka canta Puccini. Dan Ettinger, Orquestra de la Ràdio de Múnic (2009, Orfeo)
- Adrianne Pieczonka canta Strauss, Wagner. Brian Zeger, piano (2015, Delos)
- Erich Wolfgang Korngold: cançons completes. Konrad Jarnot, Reinild Mees, piano (2015, Capriccio)